# Raul Chiodelli
Raul Chiodelli (Roma, 29 marzo 1896 – Roma, 18 settembre 1982) è stato un ingegnere e politico italiano.

## Biografia
Figlio ed erede di una impresa edile avviata da suo nonno prima della presa di Roma, nel 1919 si laurea in ingegneria industriale, specializzandosi in elettrotecnica. Vinto un concorso pubblico entra nell'amministrazione telefonica di Stato e prende servizio presso l'istituto sperimentale del ministero delle Comunicazioni. Dal 1923, e per i tre anni successivi, è assistente alla cattedra di statistica grafica e meccanica applicata alle macchine presso la Scuola di ingegneria di Roma.
In quel periodo il governo italiano sta lavorando allo sviluppo dell'emittenza radiofonica sull'esempio di altri paesi; il Chiodelli, attratto dal rapporto presentato da David Sarnoff al presidente americano, decide di dedicarsi allo sviluppo della nuova industria in un periodo in cui diversi soggetti lottano tra loro per la concessione del servizio. Anche per la preferenza accordata da Mussolini per gli enti di stato. L'Unione radiofonica italiana, di cui diventa direttore generale nel 1924, batte la concorrenza della società Italo-Radio, con capitali francesi e tedeschi garantiti dalla Banca commerciale italiana, della società Radiofono, nata con la partecipazione di alcune società che agivano nel settore dell'industria radioelettrica come la FATME e della Allocchio Bocchini, controllata dalla Compagnia Marconi e protetta dal ministro delle Corporazioni Costanzo Ciano.
Come direttore generale dell'ente promuove nel 1925 la pubblicazione del settimanale Radiorario, che offre agli abbonati la programmazione e vari approfondimenti sulle trasmissioni. Mentre giornali, imprese teatrali, editori di musica, società sportive, ecc.vedono nella radio un temibile concorrente sfrutta i fondi inizialmente scarsi nel potenziamento industriale e tecnologico degli impianti e nella formazione del personale.
Quando l'URI viene rifondata nell'EIAR viene confermato nella carica di direttore generale sotto la presidenza di Giancarlo Vallauri. Per quanto riguarda la programmazione ne sorveglia la qualità con ore e ore di ascolto, arrivando perfino a giudicare le voci, la dizione e la puntualità degli annunciatori, ma da buon tecnico continua a lavorare ai servizi tecnici, in particolare allo sviluppo della rete dei trasmettitori e alla gestione del portafoglio abbonati. Accanto alla SIPRA promuove la costituzione della Società immobiliare radiofonica italiana per la gestione del sempre più consistente patrimonio immobiliare e della CETRA, che avrebbe operato nel mercato discografico. 
All'approssimarsi della guerra mette in campo i cantieri per le nuove sedi di via Asiago a Roma e corso Sempione a Milano. Promuove anche la costruzione dei due auditorium di Roma e Torino, dove trovano subito sede le orchestre sinfoniche aziendali. Nel 1942 l'EIAR dispone di due orchestre di musica da camera, sei orchestre di musica leggera, due cori lirici, un coro per esecuzione di musiche da camera, due compagnie di prosa, una compagnia di rivista, tre compagnie di varietà musicale. 
Dopo il 25 luglio 1943 rimane al suo posto, operando sulle direttive del governo Badoglio, e dopo l'annuncio dell'armistizio (8 settembre) dà ordine di spegnere o sabotare gli impianti in caso di occupazione tedesca. Dopo la costituzione della Repubblica Sociale Italiana e l'ordine di mettere tutto a disposizione dei tedeschi, dà le dimissioni dalla carica di direttore generale, mantenendo quella di amministratore delegato. 
Sottoposto al processo di epurazione con l'accusa di aver messo a disposizione dei tedeschi gli impianti, viene prosciolto in istruttoria per non aver commesso il fatto.
Nel dopoguerra diventa amministratore delegato della Marconi italiana. Dal 1954 al 1966 fu amministratore delegato della Società italiana radio marittima e presidente della Società radio stampa. Nel 1958 entra nell'azienda del figlio Claudio, che ha avviato la prima rete di carte di credito italiane, il Diner's club, dove rimane fino al 1978.